# Mathieu Flamini
Mathieu Flamini (nascut a Marsella, el 7 de març del 1984), és un futbolista professional francès que juga de mig-defensiu.
Ha jugat al Getafe FC de la Lliga espanyola. Flamini, també ha estat internacional per la selecció de França i jugador de l'Arsenal.

## Palmarès
Amb l'Arsenal FC
- FA Cup (3): 2004-05, 2013-14, 2014-15.
- Community Shield (3): 2004, 2014, 2015.

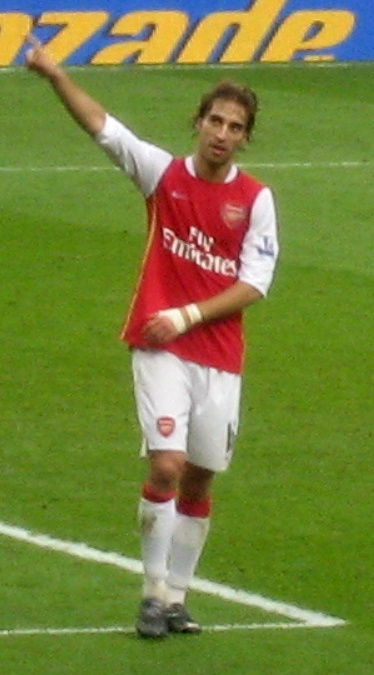
Flamini com a jugador de l'Arsenal.

Amb l'AC Milan
- Serie A (1): 2010-11.
- Supercopa Itàlia (1): 2011.